# Trabrennbahn Farmsen
Die Trabrennbahn Farmsen war eine Sportstätte im Hamburger Stadtteil Farmsen-Berne, in der bis 1976 Veranstaltungen im Pferderennsport ausgetragen wurden. Sie gehörte einst zu den bedeutendsten Trabrennbahnen Deutschlands.
Das 24 ha große Areal wurde in den 1990er Jahren zu einer Wohnanlage umgestaltet.

## Geschichte der Rennbahn

### Anfänge
Der Ursprünge der Trabrennbahn gehen auf Johann Giese aus Wandsbek zurück, der das Gelände zusammen mit anderen einflussreichen Hamburgern 1910 pachtete und die Trabrennbahn-Gesellschaft Hamburg-Farmsen mbH gründete. Zuvor waren bereits drei Versuche gescheitert, eine Trabrennbahn im Nordosten der Hansestadt zu etablieren. Das stark zerklüftete Gelände machte zunächst umfangreiche Erdarbeiten notwendig, bevor die Rennbahn dann am 6. August 1911 eröffnet werden konnte. Anfänglich fanden mehr als 20 Renntage pro Jahr statt. Die Bahn („Trabergeläuf“) hatte eine Länge von 1200 m, die Geraden 285 m, die Kurven 315 m. Die Tribünen waren am Ende der Einlaufsgeraden.

### Erster Weltkrieg
Der Ausbruch des Ersten Weltkriegs hätte fast zum Aus für die Sportstätte geführt. Mangelnder Hafer und fehlende Transportmöglichkeiten gefährdeten den Weiterbetrieb, doch am Ende gelang es, die Kriegszeiten zu überstehen.

### Aufstieg in den 1920er Jahren
Nach dem Ende des Ersten Weltkriegs entwickelte sich die Sportstätte zu einer der bedeutendsten Trabrennbahnen in Deutschland. Bekannte Fahrer wie Charlie Mills, sein Bruder Johnny, Albert Stegmann, Walter Heitmann und viele andere Wegbereiter des Trabrennsports gingen in Farmsen an den Start.
1923 erhielt die Sportstätte mit dem Bau des U-Bahnhofs Trabrennbahn einen eigenen Anschluss an das U-Bahn-Netz der Hansestadt. In dieser Zeit entstanden auch ein Restaurant, von dem aus sich die Rennen verfolgen ließen sowie eine beheizbare Wetthalle, nachdem zuvor kalte Witterungsbedingungen zu einem zwischenzeitlichen Rückgang der Zuschauerzahlen geführt hatten. Ende der 1920er Jahre galt die Trabrennbahn als eine der modernsten und führenden in Deutschland. 
Ein Großfeuer am 8. Juli 1929 in den Stallungen am heutigen Friedrich-Ebert-Damm, bei dem viele Zucht- und Rennpferde ums Leben kamen, bedeutete einen zeitweiligen Rückschlag, doch ab 1930 ging es wieder bergauf. Charlie Mills stellte mit seinem Pferd Probst einen Bahnrekord auf, der bis zum Jahre 1972 Bestand hatte.
Ab 1936 war die Rennbahn mit einer Flutlichtanlage ausgestattet, so dass auch am Abend Rennen ausgetragen werden konnten.

### Zweiter Weltkrieg
Der Ausbruch des Zweiten Weltkriegs wirkte sich zunächst nicht auf den Rennbetrieb aus. Ab Juli 1943 diente die Rennbahn als Sammelstelle für diejenigen Teile der Hamburger Bevölkerung, die bei den schweren Luftangriffen auf Hamburg obdachlos wurden. 1944 wurde die Rennbahn durch Bombentreffer zerstört.

### Neuanfang nach dem Krieg und wirtschaftlicher Niedergang
Im Dezember 1945 fand das erste Rennen nach Kriegsende statt. Ab 1953 sorgte ein neuartiger Bahnbelag dafür, dass die Bahn zum schnellsten Geläuf Europas wurde und sogar als Austragungsort für Qualifikationsrennen zu Weltmeisterschaften diente. Zu diesem Zeitpunkt zeichnete sich jedoch bereits ein nachlassendes Interesse am Pferderennsport ab. Sinkende Zuschauerzahlen und die unmittelbare Konkurrenz zur zweiten Hamburger Trabrennbahn Bahrenfeld im Nordwesten der Stadt beschleunigten den Niedergang, so dass die Betreibergesellschaft 1966 Insolvenz anmelden musste. Das Gelände wurde schließlich an die Familie des Industriellen Max Herz verkauft. Acht Jahre später erfolgte dann die Wiedereröffnung mit neuen Tribünen. Dennoch konnte die Rennbahn nicht mehr an die früheren Besucherzahlen anknüpfen, so dass sich das wirtschaftliche Ende erneut abzeichnete. Der Hamburger Senat entschied, dass eine Trabrennbahn für die Hansestadt ausreichend sei, und gab der Trabrennbahn Bahrenfeld den Vorzug. Der Betreibergesellschaft in Farmsen wurde keine weitere Totoerlaubnis erteilt, so dass am 25. Februar 1976 schließlich das letzte Rennen stattfand; danach wurde der Rennbetrieb eingestellt. Da sich das Grundstück in Privatbesitz befand und kein Konzept für eine neue Nutzung des Geländes existierte, waren Gebäude und Tribünen zunehmend dem baulichen Verfall ausgesetzt.

### Umgestaltung zur Wohnanlage

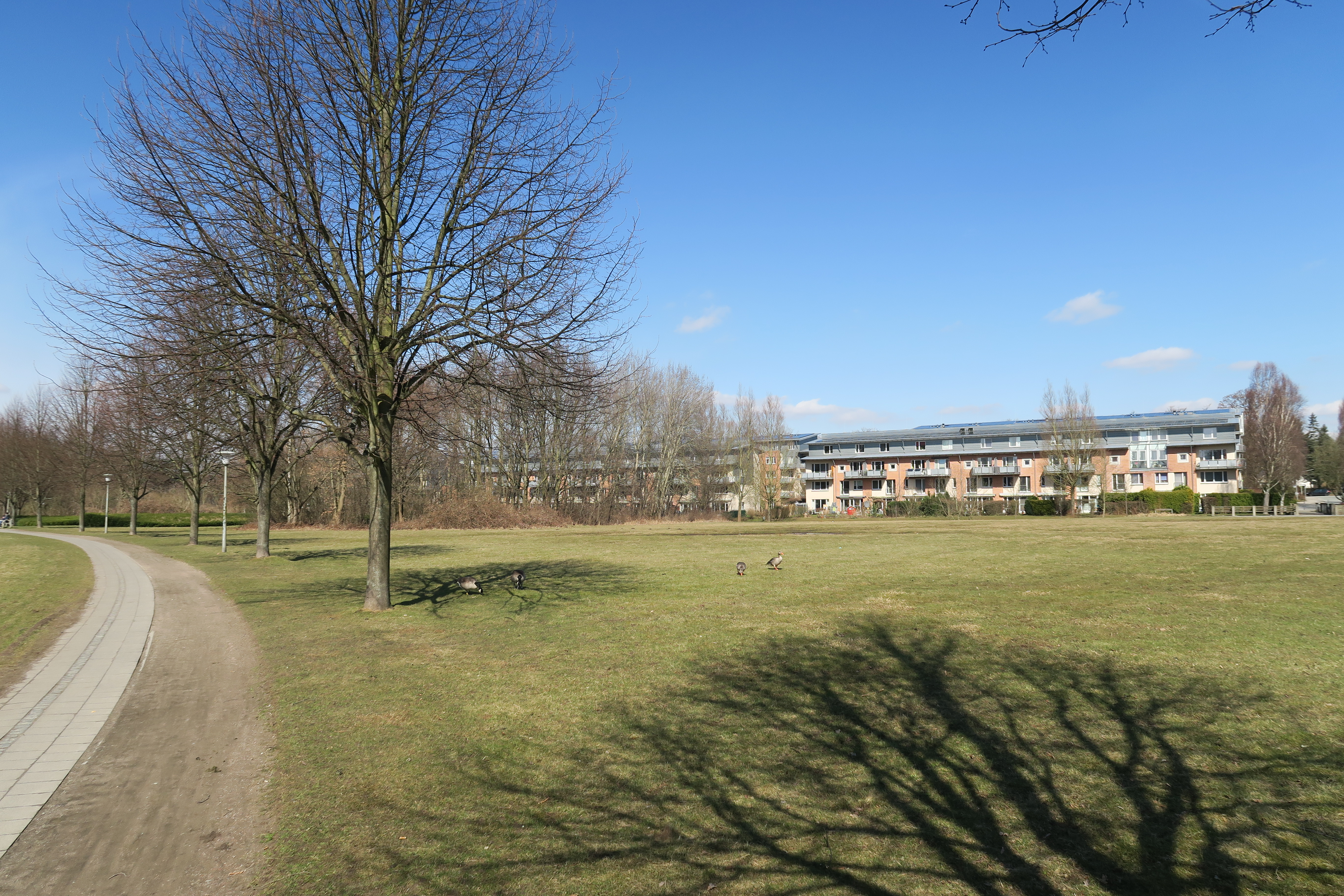
Innenfläche der Wohnanlage

Ende der 1980er Jahre entstand die Idee, das Areal für den Wohnungsbau zu nutzen, woraufhin ein nationaler Wettbewerb ausgeschrieben wurde. Der Siegerentwurf sah vor, die Bebauung direkt im Oval der Rennbahn entstehen zu lassen. Fassaden und schräge Dächer sollten zudem einen tribünenartigen Eindruck vermitteln. Ab September 1995 begannen schließlich die Bauarbeiten am ersten Bauabschnitt, 15 Monate später waren die ersten Wohnungen bezugsfertig. Insgesamt wurden bis zum Jahr 2000 1.170 Wohnungen fertiggestellt. Das Bebauungskonzept wurde später sogar mit internationalen Städtebau-Preisen ausgezeichnet. In unmittelbarer Nähe der Wohnanlagen befinden sich eine Kindertagesstätte, eine Grundschule sowie Einkaufsmöglichkeiten.

## Gegenwart

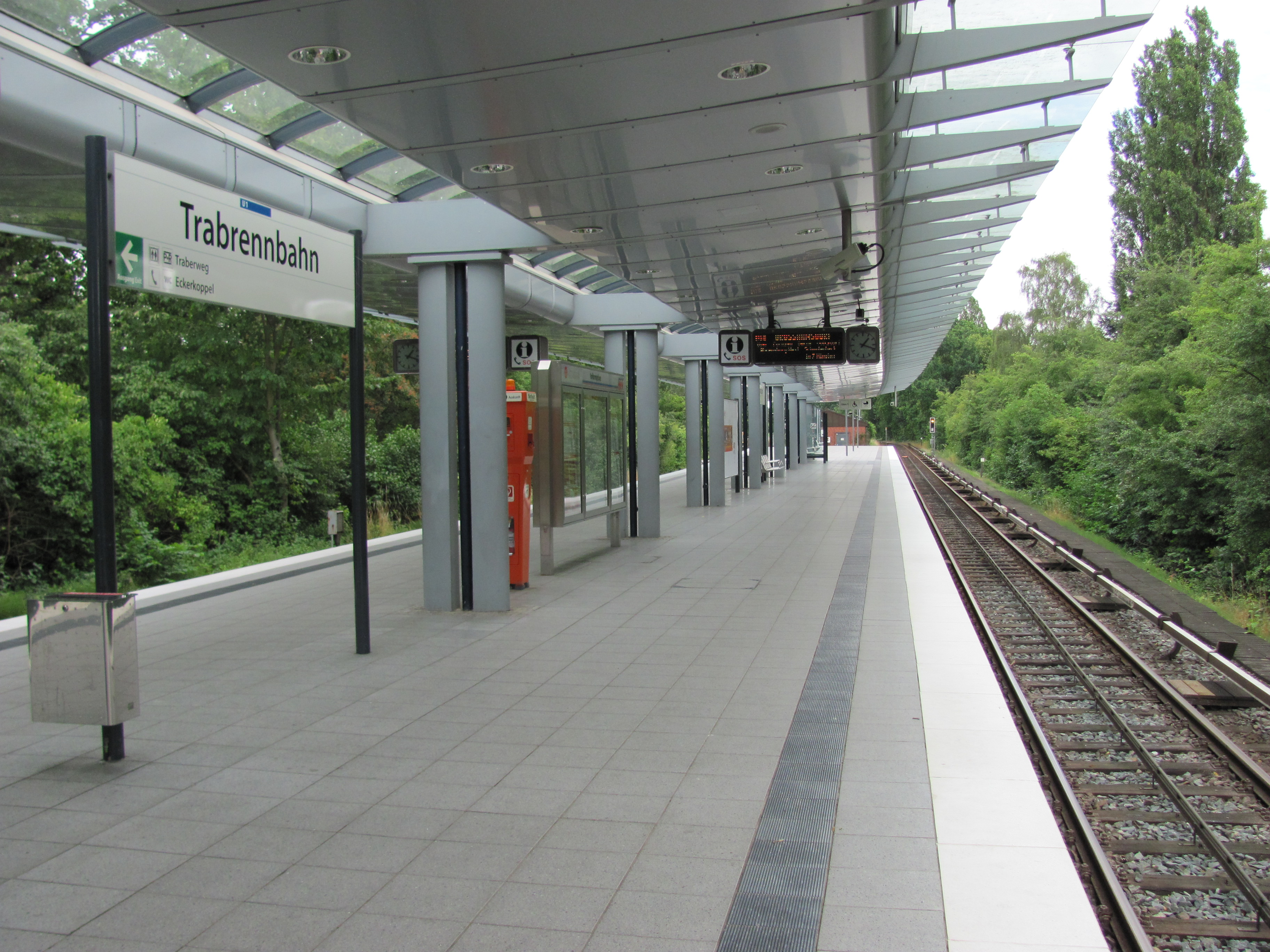
U-Bahnhof Trabrennbahn

Neben dem markanten Baustil der Wohnanlagen erinnert heute nur noch der Name des U-Bahnhofs Trabrennbahn, der von der Linie U1 der Hamburger Hochbahn bedient wird, an die einstige Sportstätte. Daneben finden sich auch die Namen von Charlie Mills, Walter Heitmann und Johannes („Hänschen“) Frömming wieder, nach denen Straßen im unmittelbaren Umfeld der Wohnanlagen benannt wurden.